# Carios tuttlei
Carios tuttlei är en fästingart som beskrevs av Jones och Clifford 1972. Carios tuttlei ingår i släktet Carios och familjen mjuka fästingar.
Artens utbredningsområde är Venezuela. Inga underarter finns listade.